# 미국 침례교회
미국침례회(영어: The American Baptist Churches USA,줄여서 ABCUSA)는 미국의 침례교회 교단이다. 미국 기독교 교회협의회(National Council of Churches), 세계 침례교회 연맹(the Baptist World Alliance and the World ), 세계교회협의회(WCC) 회원교단이다. 침례교 목사이자 사회학자인 토니 캠폴로(Tony Campolo), 흑인 민권운동가 마틴 루터 킹 목사(Martin Luther King, Jr.)가 미국침례회 목사들이다.

## 같이 보기
- 거듭남